# Osmosis Jones
Osmosis Jones es una comedia cinematográfica de 2001 dirigida por los hermanos Peter y Bobby Farrelly que se distingue principalmente por combinar escenas animadas (el interior de Bill Murray) y escenas de imagen real aisladas que también son parte de la acción.

## Argumento
Frank DeTorre es un desaliñado cuidador del Zoológico Sucat Memorial en Rhode Island . Lidia con la muerte de su esposa Maggie comiendo en exceso y descuidando sus hábitos de higiene básicos, para gran preocupación de su hija Shane. Dentro de su cuerpo, el glóbulo blanco Osmosis "Ozzy" Jones es un oficial excesivamente entusiasta del "Departamento de Policía de Frank", el centro de respuesta del organismo ante amenazas físicas; los intentos de Ozzy por contraer gérmenes a menudo causan problemas en el cuerpo de Frank y le han dado una mala reputación.
El alcalde Phlegmming, quien se enfrenta a unas elecciones contra Tom Colonic, redobla sus políticas de comida chatarra para poder asistir a un festival gastronómico en Buffalo, Nueva York , ignorando los efectos negativos que esto tiene en la salud de Frank. Esto provoca que Frank coma un huevo cocido cubierto de saliva de chimpancé , lo que permite que Thrax , un virus mortal conocido como "La Muerte Roja", entre en su cuerpo y le inflame la garganta. Phlegmming le ordena a Frank que se tome una pastilla para el resfriado, y Ozzy, para su disgusto, es asignado para ayudar a la pastilla, el agente especial Drixenol "Drix" Drixobenzometaphedramine, en su investigación. Drix procede a desinfectar la garganta, pero accidentalmente oculta la evidencia de la llegada de Thrax. Thrax asume el liderazgo de una banda de gérmenes del sudor tras asesinar a su líder y asedia la presa de mocos de Frank, casi matando a Ozzy y Drix mientras se les provoca una secreción nasal . Después de que sus intentos de advertir a Phlegmming son rechazados, Ozzy le cuenta a Drix cómo una vez hizo que Frank vomitara sobre la maestra de Shane, la Sra. Boyd, en una feria de ciencias de la escuela después de que Frank comiera una ostra contaminada, lo que llevó al despido de Frank de su trabajo anterior y a la Sra. Boyd a presentar una orden de restricción en su contra; el hermano de Frank, Bob, le había conseguido su trabajo en el zoológico y Ozzy fue suspendido por fuerza innecesaria y luego degradado a tareas de patrulla en la boca de Frank.
Ozzy y Drix visitan a Chill, una vacuna contra la gripe y uno de los informantes de Ozzy , quien los dirige al escondite de Thrax en un club nocturno lleno de gérmenes en un gran grano en la frente de Frank. Ozzy se infiltra en la pandilla de Thrax, donde descubre que Thrax pretende hacerse pasar por un resfriado común y usar su conocimiento del ADN para matar a Frank en un tiempo récord. Cuando descubren a Ozzy, Drix acude en su ayuda, causando una pelea que culmina con el grano reventado por una granada , mientras que su pus cae en el labio de la Sra. Boyd durante una reunión entre ella y Frank, lo que hace que rechace la oferta de Frank de levantar la orden de restricción y evitar que asista a la caminata escolar de Shane. En respuesta, Phlegmming cierra la investigación y, a pesar de sus advertencias, despide a Ozzy de la fuerza policial y le ordena a Drix que abandone el cuerpo de Frank. De vuelta al mundo real, Frank se prepara para ir a Buffalo, para gran desaprobación de Shane.
Sin que el dúo lo sepa, Thrax sobrevive a la destrucción del grano y lanza un asalto solitario al hipotálamo donde roba un nucleótido crucial y luego secuestra a la secretaria de Phlegmming, Leah Estrogen, antes de huir a la boca para escapar. Las acciones de Thrax desactivan la capacidad del cuerpo para regular la temperatura y Frank desarrolla una fiebre peligrosa . Mientras Frank está hospitalizado, Ozzy, habiendo descubierto la supervivencia de Thrax, convence a Drix de que no se vaya y el dúo alcanza a Thrax y rescata a Leah. Thrax induce a Frank a estornudar para sacarlo de la boca usando polen . Drix le dispara a Ozzy tras él y él y Thrax aterrizan en la córnea de Shane . Mientras los dos luchan, terminan en una de las pestañas postizas de Shane . Ozzy engaña a Thrax para que se incruste la mano en la pestaña y escapa justo cuando cae en un vaso de precipitados con alcohol isopropílico , matando a Thrax. Cuando la temperatura de Frank supera los 42 °C (108 °F) , sufre un paro cardíaco , ya que su cuerpo se ve obligado a realizar una tormenta de citocinas para eliminar la infección viral de Thrax. Cabalgando sobre una de las lágrimas de Shane , quien llora la muerte de Frank, Ozzy cae de nuevo en la boca de Frank con el nucleótido robado, reviviéndolo justo a tiempo.
Ozzy regresa a la policía tras iniciar una relación con Leah, mientras que Drix permanece como su nuevo compañero. Frank y Shane salen de excursión juntos mientras Frank se compromete a llevar un estilo de vida más saludable. Phlegmming, ahora deshonrado, se ve obligado a dejar su cargo, se convierte en conserje y es expulsado del cuerpo de Frank por flatulencia tras ignorar una advertencia de no provocarla.

## Personajes animados
- Osmosis Jones (Ozzy): es un glóbulo blanco alocado y heterodoxo, pero muy valiente que hace cualquier cosa para salvar a Frank y a su hija.
- Agente Drixenol (Drix): es un potente medicamento el cual siempre cumple las reglas.
- Leah: es un glóbulo blanco que es el interés amoroso de Osmosis Jones.
- Thrax (El Virus de la Muerte Roja): Este virus se describe como uno de los peores: mató a un anciano en solo tres días, y su mayor deseo ahora es ser inmortalizado en un libro de medicina. Por lo tanto, quiere matar a Frank en un tiempo récord y también a su hija.

## Reparto (actores y voces)
| Personaje          | Voz original       |
| ------------------ | ------------------ |
| Frank DeTorre      | Bill Murray        |
| Bob DeTorre        | Chris Elliott      |
| Shane DeTorre      | Elena Franklin     |
| Alcalde Phlegmming | William Shatner    |
| Osmosis Jones      | Chris Rock         |
| Agente Drixenol    | David Hyde Pierce  |
| Leah               | Brandy Norwood     |
| Thrax              | Laurence Fishburne |

## Crítica
Léxico del cine internacional: Con mucho, la parte animada no es tan original y divertida como algunos detalles de la parte real de la película: una simple parodia de las películas de policías. Sin embargo, resulta una mezcla divertida de película real y animación imaginativa con ligeros toques satíricos sobre la vida moderna.

## Premios
- La película fue nominada a los Premios Annie en 2001 en seis categorías.
- En 2002, fue nominada para un Premio Golden Reel.